# NGC 5676
NGC 5676 este o galaxie spirală situată în constelația Boarul. A fost descoperită în 15 mai 1787 de către William Herschel. Se află la o distanță de 34,2 de megaparseci de Pământ.